# 石井かおる
石井 かおる（いしい かおる、1963年4月30日 - ）は、NHKのシニアアナウンサー。

## 人物
東京都立九段高等学校を経て東京外国語大学卒業後、1987年入局。
2004年、最初に金沢局に赴任した際には夕方のローカルニュース番組のキャスターを3年間務めた。それから3年後の2007年、3度目の東京勤務が決まり離れる直前に平成19年能登半島地震が発生し、アナウンサー・キャスター近況（現・NHK金沢ブログ）には当時「後ろ髪を引かれる思い」とのコメントを残していた。それから4年後の幹部級人事異動で、アナウンス担当副部長として再び金沢局へ赴任した。

## 現在の担当番組
- 文芸選評（2020年4月4日 - ）
- ひるのいこい 土曜日担当（2020年4月4日 - ）
- 子ども科学電話相談 司会（2020年4月5日 - ）
- ラジオニュース（火曜日午前11時50分（関東甲信越）、午後2時、午後2時30分、午後2時55分（関東甲信越）、午後3時55分）

## 過去の出演番組
- おはよう東北（1996年度）
- NHKニュースおはよう日本（1997年度）
- 小さな旅（ - 2000年9月10日）
- こんばんは6時です（2000年度）
- 石井かおるのちょっとひといき
- ニュースいしかわ610→デジタル百万石（ - 2007年3月30日）
- NHKニュース7 ニュースリーダー（不定期）
- 福祉ネットワーク 司会
- ゆうどきネットワーク 司会代行（2009年2月16日 - 20日）
- 生活ほっとモーニング リポーター（2007年度 - 2009年度）
- NHK俳句 司会（同上）
- あさイチ リポーター（1度目）（2010年4月 - 2011年5月、金沢へ赴任により降板、2015年6月から復帰）
- 金沢発ラジオ深夜便 アンカー（2012年11月30日 - 12月1日）
- かがのとイブニング（編集責任者・梶原典明のキャスター代行）
- さらさらサラダ石川（編集責任者）
- 放送部副部長（アナウンス統括）
- 金沢局制作番組の編集責任者
- Nスペ5min.「生命大躍進  第3集 ついに“知性”が生まれた」 ナレーション（2015年7月4日）
- あさイチリポーター（2度目）（2015年6月19日 - 2016年3月）
- ぼくらの青春 J-POP 平成ミュージック・グラフィティー（ラジオ第1）パーソナリティ （2015年9月25日 - 2016年3月）
- 首都圏ネットワーク 日替わりリポーター・ニュースリーダー（2016年4月8日 - 2017年5月25日）番組中ニュース項目を読む際に笑ってしまうハプニングを起こしたことがある。
- 首都圏ニュース845（2016年11月7日）
- 関東地方、関東甲信越地方の定時ニュース
- 東北発ラジオ深夜便（2018年3月10日・2019年3月10日）
- 仙台発ラジオ深夜便（2018年11月1日）
- てれまさむね（不定期・真下貴のキャスター代行）
- 宮城県・東北地方のニュース
- 令和6年能登半島地震の災害報道対応による金沢放送局への応援派遣
  - 石川県のニュース・ライフライン情報（2024年1月14日）